# Till Helmke

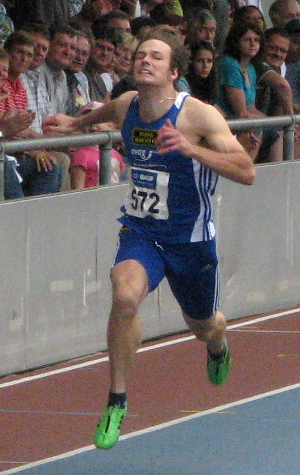
Till Helmke beim DLV-WM-Testwettkampf 2011 in Mannheim

Till Helmke (* 6. Mai 1984 in Friedberg (Hessen)) ist ein ehemaliger deutscher Sprinter, der in der Leichtathletiknationalmannschaft sowohl in Einzelwettbewerben als auch in der 4-mal-100-Meter-Staffel eingesetzt wurde.

## Leben
Bei den Junioreneuropameisterschaften 2003 gewann Helmke Silber über 100 Meter und mit der Staffel sowie Bronze über 200 Meter. 2004 wurde er für die Olympischen Spiele in Athen nominiert. Über 200 Meter erreichte er den Zwischenlauf, mit der Staffel schied er im Vorlauf aus. 2005 gewann er Staffelsilber bei den U23-Europameisterschaften und belegte bei der Universiade den vierten Platz über 200 Meter. 2007 wurde er mit der Staffel Dritter im Europacup. Die Heim-WM 2009 in Berlin mit den Weltrekorden von Usain Bolt verpasste Helmke wegen eines Muskelfaserrisses. Bei Deutschen Meisterschaften belegte Helmke häufig zweite und dritte Plätze, sowohl mit seiner Vereinsstaffel als auch allein. Als wichtigen Baustein seiner Leistung sah Helmke während seiner aktiven Karriere die Optimierung seiner Ernährung an und nahm regelmäßig Beratungsleistungen der Diplom-Oecotrophologin Kirsten Brüning in Anspruch.
Helmke gehörte zum Staffelaufgebot für die Olympischen Spiele 2008, wo er mit der deutschen Staffel den vierten Platz im olympischen Finale belegte. Während des Staffellaufs beim IAAF Golden League Meeting 2008 in Zürich übernahm Helmke den Staffelstab von Ronny Ostwald. Mit seiner Bestzeit von 20,37 s über 200 Meter steht er auf dem siebten Platz der ewigen deutschen Bestenliste (Stand: September 2012). 2012 beendete er unter anderem wegen häufiger Achillessehnenbeschwerden seine Karriere. Seit seinem Karriereende widmet Helmke sich dem Volleyball. Er spielt für die TG Bornheim auf der Position des Außenangreifers.
Till Helmke ist 1,83 m groß und wog zu Wettkampfzeiten 80 kg. Er startete für den TSV Friedberg-Fauerbach, die LG Ovag Friedberg-Fauerbach und den TSV Bayer 04 Leverkusen. Er absolvierte an der Universität Frankfurt ein BWL-Bachelor-Studium und begann dann ein Master-Studium Sport-Management an der DSHS Köln. Von Oktober 2011 bis September 2011 war Helmke als Praktikant bei der DFL Stiftung tätig.
Seit 2013 arbeitet er als Assistent der Geschäftsführung gemeinsam mit Martina Kalich-Lang für die Stiftung Sporthilfe Hessen. Seinen Arbeitsweg absolviert Helmke in der Regel mit dem Fahrrad. Darüber hinaus verfasst Helmke im Sinne der Öffentlichkeitsarbeit regelmäßig News-Beiträge für die Homepage der Stiftung.
Ehrenamtlich engagiert Till Helmke sich im Präsidium des hessischen Leichtathletik-Verbandes als Vizepräsident Jugend und bildete sich in diesem Rahmen 2014 beim Deutschen Leichtathletik-Verband zum Thema Kinderleichtathletik fort.
2017 war Helmke Teil der Mannschaft seines Heimatvereins TSV Friedberg-Fauerbach, welche bei einem Vereinsevent einen inoffiziellen Staffel-Marathon-Weltrekord aufstellte.

## Persönliche Bestzeiten
- 60 m: 6,70 s, 23. Februar 2002, Moskau (Halle)
- 200 m: 21,02 s, 19. Februar 2005, Sindelfingen (Halle)
- 100 m: 10,31 s, 10. Juli 2004, Braunschweig
- 200 m: 20,37 s, 28. Juli 2007, Wetzlar